# 完成體
完成體（perfect aspect）是喚起聽者對一個行動所產生的結果而非行動自身的注意的一種語法體，也可以當作一種時態。這必須區分於完整體（perfective aspect），它把一個動作視為沒有內部的結構的一個整體。「完成」和「完整」並非不相容的概念，完成體可以提及要么完整性的（perfective）或要么非完整的（imperfective）行動所結果的狀態。

## 英語實例
完成體在英語中通過變位“to have”動詞并接著添加主動動詞的過去分詞來形成: 動詞“to have”的變位確定整體構造的時態，所以有了現在完成時、過去完成時和將來完成時。英語還分開編碼出是一種未完成體的進行體。
換句話說，英語在時態之外區分四種不同的體:
- 未完成且完成性，如“I wrote a novel”。這種體讓聽者關注完成了的行動自身（關注write這一行動）。
- 完成且完成性，如“I have written a novel”。這種體讓聽者關注完成了的動作的結果（關注novel這一結果）。
- 未完成且進行性，如“I am writing a novel”。這種體讓聽者關注進行著的行動自身。
- 完成且進行性，如“I have been writing a novel”。這種體讓聽者關注進行著的行動的結果。

動詞“to have”的時態指示“結果”而非“行動”的時間。例如，在上述句子“I have written a novel”中，小說明顯是現在完成的: 動詞“to have”的現在時指示“結果”，即作為有完成了小說的作家的狀態，被認為是在現在時中的，即使寫作關係是在過去時中的。
此外，過去進行時(“I was writing a novel”)可能意味著行動被中斷了: 這種暗含也延伸到過去完成進行時(“I had been writing a novel”)。
被動語氣一般可以同完成體相組合，但是英語使用者趨向不贊成被動完成進行時，當它們形成“been being”構造的時候會皺起眉頭，如“the novel has been being written for ages now”，它是“I have been writing the novel for ages now”的被動形式。 
在直陳語氣之外，完成體只有有限的真正存在。因為英語情態動詞很大程度上是變化不完全動詞，并且因為英語虛擬語氣自身不形成真正的過去時，動詞“to have”經常用來構造過去時態。例如，儘管“I could write a novel”在英語中是允許的，“I could wrote a novel”是“不合語法的”，替代使用形式“I could have written a novel”。這些時態經常類推叫做完成時，但是完成體只在它有對比的未完成體的時候才真正存在，因為它是通過聽者放置注意的地方的微妙區別而定義的。

## 外部連結
- Present Perfect Tense（页面存档备份，存于）
- 6 Perfect Tenses Explained + Exercises（页面存档备份，存于）
- Grammar Tutorials（页面存档备份，存于） - a column overview of the English tenses
- Greek tenses（页面存档备份，存于）